# Karl Kraus (Physiker)

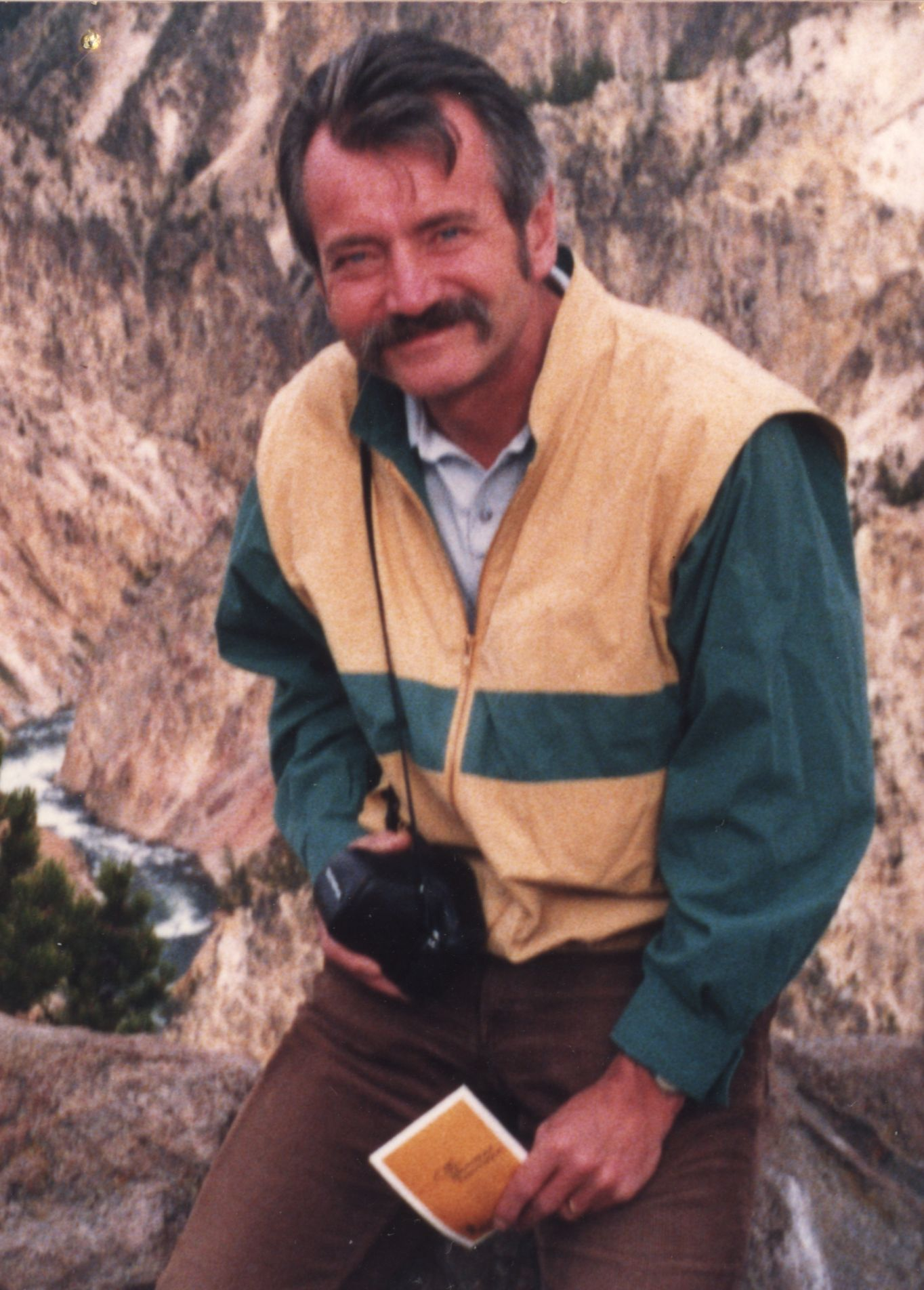
Karl Kraus, 1984

Karl Kraus (* 21. März 1938 in Vrchlabí; † 9. Juni 1988 in Würzburg) war ein deutscher theoretischer Physiker, der wichtige Beiträge zu den Grundlagen der Quantenphysik geleistet hat.

## Leben und Wirken
Kraus wurde 1938 in Vrchlabí im Riesengebirge (1938 bis 1945 Hohenelbe) geboren. Nach dem Krieg wuchs er in Elsterwerda auf und besuchte dortige Schulen. Er studierte von 1955 bis 1960 an der Humboldt-Universität Berlin (Ost) und der Freien Universität Berlin (West) Physik. Dort wurde er 1962 mit einer Arbeit bei Kurt Just zum Thema Lorentzinvariante Gravitationstheorie promoviert. Kraus wechselte dann als Assistent zu Günther Ludwig an die Universität Marburg, wo er 1966 habilitierte. Im Jahr 1971 nahm er einen Ruf an das Physikalische Institut der Universität Würzburg an und gründete dort eine mathematisch-physikalische Arbeitsgruppe zum Themenkreis Grundlagen der Quantentheorie. 1980 verbrachte Kraus ein Forschungsjahr an der Universität Austin bei John Archibald Wheeler, Arno Böhm, George Sudarshan, William Wootters und Wojciech Zurek.
Während seines ganzen akademischen Lebens beschäftigte sich Kraus mit der Frage nach dem Zusammenhang zwischen der Nichtlokalität der Quantenwelt und der offensichtlichen Lokalität unserer klassischen Welt. In diesem Zusammenhang forschte und publizierte er über den Einstein-Podolsky-Rosen Effekt und immer wieder über Fragen des Messprozesses in der Quantentheorie, deren Problematik seiner Auffassung nach von den Gründern der Quantentheorie im Rahmen der Kopenhagener Interpretation weitgehend ignoriert worden war.
Wichtige Veröffentlichungen zum Messprozess in der Quantentheorie von Kraus waren:
- Measuring processes in quantum mechanics I. Continuous observation and the watchdog effect.[3]
- Measuring processes in quantum mechanics II. The classical behavior of measuring instruments.[4]
- States, Effects, and Operations.[5]

In dem genannten Buch States, Effects, and Operations führte Kraus zur Beschreibung des Messprozesses in der Quantenmechanik erstmals den Begriff und mathematischen Formalismus der Quanten-Operation ein, einer speziellen Abbildung von Dichtematrizen. Die von ihm in diesem Zusammenhang verwendete Darstellung ist heute als Kraus-Darstellung, Kraus-Operator Formalismus oder Operator-Summen Formalismus bekannt und wird inzwischen im Zusammenhang mit Entwicklungen im Gebiet der Quanteninformation häufig verwendet. Die Kraus-Darstellung stützt sich auf ein Theorem von W. F. Stinespring über vollständig positive Abbildungen von endlich-dimensionalen C*-Algebren. Für einen modernen Beweis der Kraus-Darstellung, der sich anstelle des Satzes von Stinespring auf ein Theorem von M.-D. Choi stützt, siehe etwa M. Nielsen, I. Chuang.
Die von Kraus behandelten Fragestellungen zu den Grundlagen der Quantentheorie sind auch heute noch ein aktuelles Forschungsgebiet. Neue theoretische Fortschritte werden diskutiert in E. Joos, H. D. Zeh, C. Kiefer, D. Giulini, J. Kupsch, I.-O. Stamatescu. Die Verbindung dieser Dekohärenz-Theorien mit modernen Experimenten, wie sie insbesondere von den Arbeitsgruppen von Serge Haroche (Paris) und Anton Zeilinger (Innsbruck, Wien) begonnen wurden, können vielleicht helfen, den Messprozess in der Quantentheorie und damit den Zusammenhang zwischen Quantenwelt und klassischer Welt künftig besser zu verstehen.
Außer für Mathematik und Physik hatte Kraus ein besonderes Interesse für Biologie, erwarb sich darin ein umfangreiches Wissen und publizierte sogar einige biologische Arbeiten.
Karl Kraus starb 1988 mit 50 Jahren an den Folgen einer Tumor-Erkrankung.